# David Eriksson
David Eriksson, né le 21 novembre 1995 à Göteborg, est un coureur cycliste suédois, spécialiste du cyclo-cross.

## Biographie
En novembre 2016, il devient champion de Suède de cyclo-cross.

## Palmarès en cyclo-cross
- 2016-2017
  -  Champion de Suède de cyclo-cross
- 2017-2018
  - Kronborg Cyclocross, Helsingor
- 2018-2019
  -  Champion de Suède de cyclo-cross
- 2019-2020
  - 2e du championnat de Suède de cyclo-cross
- 2021-2022
  -  Champion de Suède de cyclo-cross